# 1728 en architecture
| Années de l'architecture : 1725 - 1726 - 1727 - 1728 - 1729 - 1730 - 1731    |
| Décennies de l'architecture : 1690 - 1700 - 1710 - 1720 - 1730 - 1740 - 1750 |

Cet article présente les faits marquants de l'année 1728 en architecture.

## Réalisations
- Construction de la cathédrale de Nuestra Señora de la Expectación (es) à San Luis Potosí au Mexique.
- Construction de Seaton Delaval Hall dans le Northumberland par John Vanbrugh.

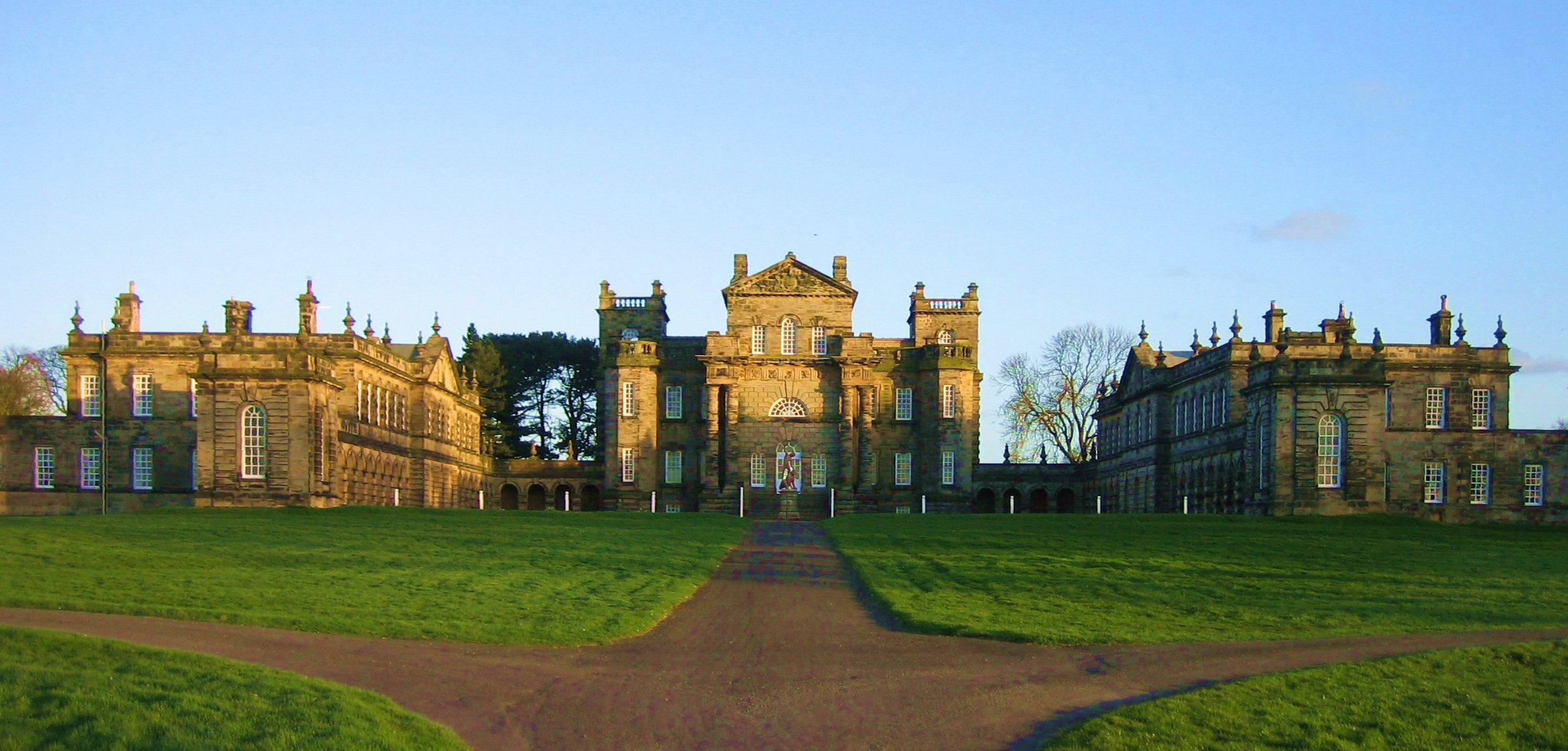
État de Seaton Delaval Hall en 2006.

## Événements
- James Gibbs publie son Livre d'Architecture.

## Récompenses
- Prix de Rome : Antoine-Victor Desmarais (premier prix), Joseph Eustache de Bourge (deuxième prix), Quéau (troisième prix).
- Académie royale d'architecture : Jules Michel Alexandre Hardouin (première classe).

## Naissances
- 12 février : Étienne-Louis Boullée († 4 février 1799).
- 25 février : John Wood le Jeune († 18 juin 1782).
- 3 juillet : Robert Adam († 3 mars 1792).
- 18 septembre : Richard Mique († 8 juillet 1794).
- Richard Jupp (en)  († 17 avril 1799).

## Décès
- 10 avril : Nicodemus Tessin le Jeune (° 23 mai 1654).